# Махмудраки
Махмудраки́ (дари محمود راقی Mahmud-e Rāqi) — город на северо-востоке Афганистана, административный центр вилайята Каписа и одноимённого района.

## История
Город был ранее освобождён от первого правления талибов в начале 2000-х годов, однако в провинции продолжалась партизанская война до августа 2021 года. Одновременно в городе были развёрнуты работы в рамках плана восстановления страны. Так, на средства, выделенные правительством США, в 2009 году было начато строительство дороги с асфальтовым покрытием из Махмудраки в Ниджаб.

## Экономика
В городе и районе имеется несколько ремесленных предприятий, производящих кондитерские изделия и каракуль. На уровне провинции, Махмудраки является центром по производству хлопка, кунжута и табака.